# マッテルスブルク郡

マッテルスブルク郡
Bezirk Mattersburg

マッテルスブルク郡（マッテルスブルクぐん、独: Bezirk Mattersburg）は、オーストリアのブルゲンラント州にある郡（Bezirk; 行政管区とも訳される）。マタースブルク郡あるいはマッタースブルク郡とも。郡庁所在地はマッテルスブルク。
北でアイゼンシュタット＝ウムゲーブング郡と、西でニーダーエスターライヒ州のウィーナー・ノイシュタットおよびヴィーナー・ノイシュタット＝ラント郡と、南でオーバープレンドルフ郡と接する。東はハンガリーのジェール・モション・ショプロン県との国境となっている。
マッテルスブルク郡には以下の19の市町村（Gemeinde; ゲマインデ）がある。そのうちマッテルスブルクが市（Stadt）に、5つが町（Marktgemeinde; 市場町）に指定されている。
- アンタウ Antau
- バート・ザウアーブルン Bad Sauerbrunn
- バウムガルテン Baumgarten
- ドラースブルク Draßburg
- フォルヒテンシュタイン Forchtenstein
- ヒルム Hirm
- クレンスドルフ Krensdorf
- ロイパースバハ・イム・ブルゲンラント Loipersbach im Burgenland
- マルツ Marz
- マッテルスブルク Mattersburg （市）
- ノイドルフ Neudörfl （町）
- ペッテルスドルフ Pöttelsdorf
- ペッチング Pöttsching （町）
- ローアバハ・バイ・マッテルスブルク Rohrbach bei Mattersburg （町）
- シャッテンドルフ Schattendorf （町）
- ジークグラーベン Sieggraben
- ジグレース Sigleß
- ヴィーゼン Wiesen （町）
- ツェーメンドルフ＝シュテッテラ Zemendorf-Stöttera

国境に近いため、ロシアや北欧で生産、欧州へ供給される天然ガスのパイプラインが郡内を通過しており、バウムガルデンの結束点になっている。